# Флевиль-Ликсьер
Флеви́ль-Ликсье́р (фр. Fléville-Lixières) — коммуна во французском департаменте Мёрт и Мозель, региона Лотарингия. Относится к  кантону Конфлан-ан-Жарнизи.	

## География
Флевиль-Ликсьер расположен в 30 км к западу от Меца и в 70 км к северо-западу от Нанси. Соседние коммуны: Любе на востоке, Озерай на юге.

## История
Коммуна образовалась в 1806 году слиянием двух деревень Флевиль и Ликсьер.					

## Демография
Население коммуны на 2010 год составляло 280 человек.
| 1962 | 1968 | 1975 | 1982 | 1990 | 1999 | 2010 |
| ---- | ---- | ---- | ---- | ---- | ---- | ---- |
| 212  | 208  | 192  | 221  | 252  | 245  | 280  |